# Tikveš (Croatie)
Tikveš est un village de la municipalité de Bilje (Comitat d'Osijek-Baranja) en Croatie. Au recensement de 2011, le village comptait dix habitants.